# IFA Wartburg
IFA Wartburg був шведським студентським гуртом, створеним Магнусом Міхаелі та Нільсом Лундвалом під псевдонімами Рольф Кемпіньський та Хайнц Клінгер.  Гурт був створений у 1984 році в Уппландс-Весбю та був розпущений у 1999 році. 
Названі на честь східнонімецького автомобільного бренду Wartburg, створеного компанією IFA, їхні тексти написані німецькою мовою та в грайливому тоні відтворюють словниковий запас НДР . Їх пісні сатиричні .  Деякі назви пісень включають Frau Gorbatschowa tanzt Bossanova (досл. «Міс Горбачова танцює Босанову»), Es ist nicht so schlimm auf der Insel Krim ( досл. «Не так вже й погано на острові Крим»   ) і Agrarwissenschaft im Dienste des Sozialismus ( досл. «Аграрні науки на службі у соціалізму»   ).
Їхня музика має еклектичний вплив, починаючи від босанови ( Frau Gorbatschowa tanzt Bossanova ) і поп / ска ( Freie Deutsche Jugend ) до джазу та свінгу ( Spassjazz ). Сама група заявила, що жанр їхньої музики — «Mauer Power» (відсилання до Берлінської стіни ) і «Russian Roll» , хоча це, швидше за все, жарт.
Ґюнтер Раубшанце, який стверджує, що він пов’язаний з IFA Wartburg, керує YouTube -каналом і веб-сайтом гурту.   Станом на вересень 2024 року YouTube-канал зібрав 2,3 мільйона переглядів і понад 7100 підписників.  IFA Wartburg також мав обліковий запис Spotify, який станом на липень 2024 року мав понад 50 000 слухачів щомісяця.  Станом на вересень 2024 року музику IFA Wartburg було видалено з онлайн-сервісів потокового передавання музики, оскільки особа на ім’я losi Gaydyn захищає авторські права на пісні в альбомі Im Dienste des Sozialismus   хоча пісні все ще доступні через YouTube-канал гурту.

## Дискографія
- Im Dienste des Sozialismus, CD- альбом, 1998
- Der Berliner, CD EP, 1998
- Im Dienste des Sozialismus, вініловий LP ( диск із зображеннями ) з обличчями Еріха Хонеккера та королеви Швеції Сільвії .

### Im Dienste des Sozialismus
Єдиний альбом IFA Wartburg, опублікований на сьогодні, Im Dienste des Sozialismus ( досл. «На службі у соціалізму»   ) був випущений у 1998 році на вінілі та CD . Двоє фронтменів гурту причетні до написання альбому, і вони зображені на передній оболонці компакт-диска .  Він триває 56 хвилин і 57 секунд і вироблений лейблом Plattenmeister. 
IFA Wartburg гастролював Im Dienste des Sozialismus у Німеччині та Швейцарії в 1998–1999 роках , привернувши увагу німецьких ЗМІ.  
Неофіційний текст і музичне відео на перший трек Freie Deutsche Jugend ( досл. «Вільна Німецька Молодь»   ), опублікований на YouTube каналом Omnistar East, станом на листопад 2024 року зібрав понад 6,6 мільйонів переглядів. 

### Інші засоби масової інформації
Багато записів IFA Wartburg мали мало комерційного поширення, а деякі тепер є ексклюзивними для каналу IFA Wartburg на YouTube. Вони включають:
- Meine Möbeln in Köln, наживо [10]
- Sessel aus Kassel, цифрове завантаження RealAudio, 1998 [13]
- Wenn IFA Wartburg Spielt (1999), музичне відео на YouTube, травень 2023 [14]
- Das Mauer Power, музичне відео YouTube, листопад 2009 р
- Im Dienste des KGB, музичне відео YouTube, лютий 2015 р
- Wo ist mein Kassler ? , музичне відео YouTube, грудень 2023 р
- Biologie und Pathologie des Weibes, музичне відео YouTube, грудень 2017 р
- Sorbisches Fischerlied, on Medikamentedose, 1999 [15]

Після раптового сплеску популярності в Інтернеті гурт знову повернувся на YouTube, завантаживши повний концертний сет 1999 року  та пісні Wenn IFA Wartburg Spielt  і Wo ist mein Kassler? 

## Зовнішні посилання
- Офіційний сайт Plattenmeister
- Веб-сайт
- YouTube канал